# Pierre Gardette
Pierre Gardette (* 13. Juni 1906 in Tarare, Département Rhône; † 22. September 1973 in Lyon) war ein französischer Romanist und Dialektologe.

## Leben und Werk
Der abbé (später Monseigneur) Gardette war Schüler von Joseph Bédier, lehrte ab 1930 in Lyon an der Faculté catholique und habilitierte sich 1940 in Grenoble bei Antonin Duraffour mit den beiden Thèses Géographie phonétique du Forez (Mâcon 1941) und Etudes de géographie morphologique sur les patois du Forez (Mâcon 1941). 1941 wurde er an der Faculté catholique Professor, von 1945 bis 1964 war er ihr Rektor. 

Gardette gründete 1942 an seiner Fakultät das Institut de linguistique romane des Facultés catholiques de Lyon (das nach seinem Tod in „Institut Pierre Gardette“ umbenannt wurde) und erarbeitete den Sprachatlas der frankoprovenzalischen Dialekte im Großraum Lyon.

Gardette war korrespondierendes Mitglied der Académie des inscriptions et belles-lettres, 1961–1962 Präsident der Société historique, archéologique et littéraire de Lyon und ab 1966 Directeur de recherches im Centre national de la recherche scientifique (CNRS).

## Weitere Werke
- mit André Devaux & Antonin Duraffour: Les patois du Dauphiné. Lyon 1935
- mit André Devaux & Antonin Duraffour: Dictionnaire des patois des Terres Froides. Mâcon 1935
- mit André Devaux & Antonin Duraffour: Atlas linguistique des Terres Froides. Lyon 1935
- (Hrsg.): Lous poèmes daoü païsan. Mâcon 1938
- Atlas linguistique et ethnographique du Lyonnais. Bd. 1, Lyon 1950, Paris 1967; Bd. 2, Lyon 1952, Paris 1970; Bd. 3, Lyon 1956, Paris 1984; Bd. 4, Paris 1968; Bd. 5, Paris 1976
- mit Antonin Duraffour & Paulette Durdilly (Hrsg.): Les Oeuvres de Marguerite d’Oingt. Paris 1965
- Textes littéraires en dialecte lyonnais. Poèmes, théâtre, noëls et chansons: XVIe-XIXe siècle. Hrsg. von Simone Escoffier und Anne-Marie Vurpas. Paris 1981
- Études de géographie linguistique. Hrsg. von Brigitte Horiot, Marie-Rose Simoni-Aurembou und Georges Straka. Straßburg/Paris 1983